# محمد ناصر العبودي
محمد بن ناصر العبودي، (1345- 1443هـ / 1926- 2022 م)، هو رحالة سعودي، أديب وداعية، ومؤلف ومؤرِّخ. ولد في مدينة بريدة، وتلقى تعليمه الأولي فيها على يد عدد من العلماء أبرزهم الشيخ عبد الله بن حميد، ثم عمل مدرسًا، ثم مديرًا للمعهد العلمي في بريدة ، ثم أصبح الأمين العام للجامعة الإسلامية بالمدينة المنورة لثلاثة عشر عامًا، وفي وقت لاحق أصبح وكيلاً للجامعة نفسها ثم مديرًا لها، ثم شغل منصب الأمين العام المساعد لرابطة العالم الإسلامي  أتاح له عمله في الرابطة وقبلها في الجامعة الإسلامية بالمدينة أمينًا عامًا لها زيارة معظم أصقاع العالم، فكان لمشاهداته العديدة واطلاعاته أن تثمر أكثر من مائة وستين كتابًا في أدب الرحلات ويكون بهذا قد حقق رقمًا قياسيًا في كتب الرحلات العربية. منح ميدالية الاستحقاق في الأدب عام 1394هـ/ 1974م.

## نشأته
هو محمد بن ناصر بن عبد الرحمن بن عبد الكريم بن عبد الله بن عبود بن محمد بن سالم آل سالم، ولد عام 1345هـ في اليوم الأخير من شهر ربيع الآخر الموافق 5 نوفمبر (تشرين الثاني) 1926م، تعلم في مدينة بريدة في أحد الكتاتيب، ثم في المدرسة الحكومية، ثم على يد العديد من المشايخ، ومن استفاد منهم شيخه الأول الشيخ عبد الله بن محمد بن حميد، والشيخ عمر بن محمد بن سليم، والشيخ صالح بن أحمد الخريصي، والشيخ صالح بن عبد الرحمن السكيتي، وغيرهم الكثير.

## مؤلفاته
على الرغم من أن تعليم العبودي كان تعليمًا دينيًا في مجال الشريعة الإسلامية. إلا أن معظم مؤلفاته كانت أدبية، ويصب الجانب الأكبر منها في مجال أدب الرحلات حيث يعتبر من الرواد في هذا المجال في المملكة العربية السعودية، والجزء الآخر من مؤلفاته في مجال اللغة العربية، وقد بلغ عدد مؤلفاته 250 كتابًا مطبوعًا تنوعت بين أدب الرحلات والسيرة والتراث الشعبي والمعاجم اللغوية وغيرها.

### في أدب الرحلات
- إلى جنوب الشمال: بلاد السويد
- فطاني أو جنوب تايلند
- راجستان: بلاد الملوك (من سلسلة الرحلات الهندية)
- سطور من المنظور والمأثور عن بلاد التكرور رحلة في مالي وحديث عن ماضيها المجيد وحاضرها الجديد
- حديث قيرغيزستان دراسة في ماضيها ومشاهدات ميدانية
- زيارة رسمية تايوان
- في غرب الهند (من سلسلة الرحلات الهندية)
- أيام في فيتنام
- غيانا وسورينام
- في جنوب الهند (من سلسلة الرحلات الهندية)
- المسلمون في لاوس وكمبوديا: رحلة ومشاهدات ميدانية
- سياحة في كشمير
- من أنغولا إلى الرأس الأخضر
- الرحلة الروسية
- بين الأرغواي والباراغواي
- كنت في ألبانيا
- في جنوب الصين
- أيام النيجر
- كنت في بلغاريا
- ذكريات من يوغسلافيا
- مقال في بلاد البنغال
- في بلاد المسلمين المنسيين: بخارى وما وراء النهر
- جمهورية أذربيجان
- بلاد الداغستان
- مع المسلمين البولنديين
- جولة في جزائر البحر الزنجى أو حديث عن الإسلام والمسلمين في جزر المحيط الهندي رحلات إلى موريشيوس ورينيون وجزر القمر وزنجبار وسيشل
- بورما الخبر والعيان
- مدغشقر بلاد المسلمين الضائعين.
- جولة في جزائر البحر الزنجي.
- في نيبال بلاد الجبال.
- رحلة إلى جزر مالديف.
- رحلة إلى سيلان.
- صلة الحديث عن أفريقية.
- مشاهدات في بلاد العنصريين.
- زيارة لسلطنة بروناي الإسلامية.
- رحلات في أمريكا الوسطى.
- إطلالة على نهاية العالم الجنوبي.
- إلى أقصى الجنوب الأمريكي.
- ذكريات في أفريقيا.
- جولة في جزائر البحر الكاريبي.
- على قمم جبال الأنديز.
- جولة في جزائر جنوب المحيط الهادئ.
- على ضفاف الأمازون.
- إطلالة على أستراليا.
- إلى بلاد الشرق الأوسط.
- في أعماق الصين الشعبية.
- إلى أرتيريا بعد ست وثلاثين سنة.[6]

### في المجالات الأخرى
- أخبار أبي العيناء اليمامي.
- الأمثال العامية في نجد، 5 مجلدات.
- كتاب الثقلاء.
- نفحات من السكينة القرآنية.
- مأثورات شعبية.
- سوانح أدبية.
- صور ثقيلة.
- العالم الإسلامي والرابطة.
- مشاهد من بريدة.
- أخبار الملا بن سيف.
- أخبار مطوع اللسيب.
- هذا ما إستوحيته من الناس.
- جهود الملك فهد رحمه الله لخدمة الإسلام والمسلمين.
- المارتينك وباربادوس.
- العلاقات بين المملكة العربية السعودية وتركيا.
- بورتريكو وجمهورية الدومينيكان.
- مطوع في باريس.
- المستدين.
- موضي وبناتها.
- المقامات الصحراوية.

### في الأنساب
معجم أسر القصيم وهو سفر كبير يضم مجموعة من الكتب منها:
- معجم أسر بريدة في ثلاثة وعشرين مجلدًا.
- معجم أسر عنيزة.
- معجم أسر شمال القصيم.
- معجم أسر جنوب القصيم.
- معجم أسر شرق القصيم.
- معجم أسر غرب القصيم.

### في اللغة العربية
- كتاب كلمات قضت.
- كتاب الكلمات الدخيلة في لغتنا الدارجة.
- معجم الأصول الفصيحة للكلمات الدارجة (وهو في 13 مجلد).
- معجم الديانة والتدين في لغة العامة.
- معجم الصيد والقنص عن العامة.

وله كتب أخرى غير ذلك.
ويضاف لذلك اهتمام العبودي بالألفاظ الدارجة والأمثال الشعبية، ومحاولة ربطها باللغة العربية الفصحى من خلال إعادة الألفاظ إلى أصولها عن طريق المقارنة، ومن مؤلفاته في هذا الجانب:
- الأمثال العامية في نجد (5 مجلدات من إصدرات دار اليمامة ودارة الملك عبدالعزيز)
- كلمات قضت (مجلدين، دارة الملك عبد العزيز)
- معجم الكلمات الدخيلة (مجلدين، مكتبة الملك عبدالعزيز العامة)
- معجم الأصول الفصيحة للألفاظ الدارجة (13 مجلد، مكتبة الملك عبد العزيز العامة).
- معجم النخلة في المأثور الشعبي.[8]

## تكريمه وجوائزه
كُرم العبودي من جهات عدة، فمنح عددًا من الجوائز والأوسمة والشهادات تقديرًا لجهوده العلمية والأدبية، ومن الجهات التي كرمته:
- وزارة المعارف عام 1394هـ كرمته بميدالية الاستحقاق في الأدب.[9]
- اثنينية عبد المقصود خوجة عام 1406هـ.[10]
- نادي القصيم الأدبي عام 1421هـ.[11]
- ثلوثية المشوح عام 1423هـ/ 2013م بمناسبة بلوغ مؤلفاته المطبوعة مائتي كتاب.[12]
- منح وسام الملك عبد العزيز من الدرجة الأولى عام 1424هـ/ 2003م، وكرمه الملك عبد الله بن عبد العزيز آل سعود (نيابة عن خادم الحرمين الشريفين الملك فهد بن عبد العزيز آل سعود) في مهرجان الجنادرية (19) بمنحه لقب شخصية العام الثقافية.[13]
- فاز بجائزة الأمير سلمان بن عبدالعزيز لدراسات تاريخ الجزيرة العربية في دورتها الثالثة 1429-1430هـ (2008 -2009م)، حيث «نال الجائزة التقديرية للرواد لجهوده العلمية المتمثلة في رصده الدقيق لجهود المملكة العربية السعودية في مجال الدعوة الإسلامية، وإيصال المساعدات السخية للشعوب الإسلامية، وتدوين ذلك بدقة من خلال كتبه التي تجاوزت المائة عن رحلاته في العالم الإسلامي، والوصف الببليوجرافي الممزوج بالرصد التاريخي لكثير من الأماكن في المملكة العربية السعودية، وبخاصة في معجمه لمنطقة القصيم الذي أنشأه في ستة مجلدات، اهتمامه بالمأثورات الشعبية والأمثال العامية في بعض مناطق المملكة العربية السعودية، وتدوين ذلك في الكثير من كتبه، وعنايته بالتأريخ لبعض الشخصيات الشعبية وتدوين أخبارها».[14]
- فاز كتابه (معجم الأصول الفصيحة للألفاظ الدارجة) بجائزة كتاب العام التي يقدمها نادي الرياض الأدبي الثقافي في دورتها الثالثة 1431هـ (2010م).[15]
- فاز كتابه (معجم الملابس في المأثور الشعبي) بجائزة وزارة الثقافة والإعلام للكتاب لهذا العام 1435 هـ (2014م).[16]
- فاز كتابه (معجم وجه الأرض وما يتعلق به من الجبال والآبار والجواء ونحوها في المأثورات الشعبية) بجائزة الملك عبد العزيز للكتاب في دورتها الثانية 1436هـ (2015م) في فرع جائزة الكتب المتعلقة بجغرافية المملكة العربية السعودية.[17]
- كُرّم في عام 7 رمضان 1442هـ الموافق 19 أبريل 2021م بجائزة شخصية العام الثقافية في مبادرة الجوائز الثقافية الوطنية من وزارة الثقافة في المملكة العربية السعودية.[18]

## كتب عنه
- عميد الرحَّالين محمد بن ناصر العبودي: حياته، إسهاماته، جهوده، محمد بن عبد الله المشوِّح، دار الميمان، الرياض، الطبعة الأولى، 1424هـ/ 2004م.
- دراسات ومقالات عن معالي الشيخ محمد بن ناصر العبودي، محمد بن عبد الله المشوح، دار الثلوثية، الطبعة الأولى، 1434هـ/ 2013م.

- الشيخ محمد بن ناصر العبودي من خلال عيون بناته، د. شريفة بنت محمد العبودي، أ.د. فاطمة بنت محمد العبودي، د. لطيفة بنت محمد العبودي، الطبعة الأولى، 1437هـ/ 2016م.

- الشيخ محمد العبودي كما عرفته، محمد بن عبد الله المشوح، دار الثلوثية، الطبعة الأولى، 1445هـ/ 2024م.

- أصداء الرحيل: معالي الشيخ محمد بن ناصر العبودي، أ.د. عبد اللطيف بن محمد الحميد، الطبعة الأولى، 1445هـ/ 2024م.
- أحكي لكم عن أبي شيء: من حياته، شيء من أعماله، طارق بن محمد بن ناصر العبودي، دار جداول، الطبعة الأولى، 1446هـ/ 2024م.

## وفاته
توفي محمد بن ناصر العبودي في مدينة الرياض، يوم الجمعة 2 ذو الحجة 1443هـ الموافق 1 يوليو 2022م، وصُلِّي عليه بعد صلاة ظهر يوم السبت في جامع الجوهرة البابطين في مدينة الرياض.

## وصلات خارجية
- محمد بن ناصر العبودي رحالة العصر.
- ملف خاص من جريدة الجزيرة عن الشيخ محمد بن ناصر العبودي.
- بروفايل | محمد ناصر العبودي.. أديب ومؤلف ورحالة سعودي
- سيرة وحياة الراحل محمد العبودي في برنامج الراحل مع محمد الخميسي